# Этика заботы
Этика заботы (англ. ethics of care, care ethics или EoC) — это нормативная этическая теория, которая утверждает, что понимание моральных поступков должно концентрироваться на межличностных отношениях. Основными добродетелями в этой теории считаются забота и милосердие. Этика заботы — одна из нормативных этических теорий, которые разрабатывались феминистками и защитниками окружающей среды начиная с 1980-х годов.
Её основное отличие от других подходов заключается в том, что этика заботы концентрируется на индивидуальных особенностях и потребностях, а не на стандартах морального поведения или идее справедливости.
Основные утверждения этой теории: люди имеют различные степени зависимости и взаимозависимости влияющие на их поступки; люди, затронутые последствиями чьего-то морального выбора, заслуживают внимания пропорционально их уязвимости; специфика каждой конкретной ситуации определяет то, как на неё стоит реагировать, в том числе как защищать и поддерживать интересы вовлеченных индивидов.

## Истоки развития теории. Кэрол Гиллиган и «Другим голосом»
Основателем этики заботы считается американка Кэрол Гиллиган, психолог и специалистка по этике. Гиллиган развивала эту теорию как критическую альтернативу модели её наставника Лоуренса Кольберга. Кольберг предложил систему описания морального развития по шести стадиям. Гиллиан заметила, что в эмпирических исследованиях, основанных на его модели, получалось, что мальчики в среднем более морально зрелы, чем девочки, и это различие сохранялось и во взрослом возрасте. Гиллин раскритиковала модель Кольберга как не объективную, а скорее представляющую собой маскулинный взгляд на мораль, который ориентирован на следование абстрактному пониманию обязанностей или идее справедливости.
В книге «Другим голосом», опубликованной в 1982 году, Гиллиан утверждает, что мужчины и женщины склонны иметь разные взгляды на то, что они считают моралью. По теории Гиллиан, женщины обычно придают больше значения эмпатии и состраданию, а не действиям по моральным принципам (на идентификацию которых и была направлена шкала Кольберга).
Гиллиан переосмысляет идею морального развития по стадиям, которую предложил Кольберг. Она обращает внимание на то, что с млаленчества мальчики и девочки получают разный опыт социализации. В центре развития людей с мужской социализацией оказываются ценности автономии, индивидуального роста и развития, стремления к вершине иерархических социальных отношений, определения и защиты своих границ. Эти ценности и находят выражение в Кантианской этике, понятии справедливости, нравственности и универсального этического стандарта. Для людей с женской социализацией не так важна идея иерархии как установление отношений между собой и другими людьми. Моральной ценностью оказываются качества, которые позволяет лучше устанавливать и поддерживать межличностные отношения и действовать на благо другого.
Последующие исследования других авторов подтвердили теорию Гиллиан, что различия в подходах к этике могут быть связаны с гендерными различиями.

## Сходства и различия с другими подходами в этике
В других этических теориях, например в консеквенциализме или деонтологии в центре внимания оказывается идея некоего общего, универсального этического стандарта. В консеквенциализме таким стандартом оказывается результат действия человека; в зависимости от него поступок будет оцениваться как моральный или аморальный. В деонтологии такой стандарт — соответствие поступка некоторой системе правил.
Гиллиган критикует попытки найти обобщенный этический стандарт, «поскольку они ведут к моральной слепоте или безразличию»:471. В отличие от вышеописанных этических теорий, в центре этики заботы находится другой моральный вопрос. Вместо «что справедливо?» она концентрируется на вопросе «как реагировать?»:469.
Вместо поиска универсальной морали, этика заботы обращает внимание на традиционно женские добродетели, которые обычно отсутствуют в традиционных моделях этики. Одной из этих ценностей является то, что забота и отношения ставятся выше логики и разума. В этике заботы разум и логика подчиняются естественной заботе, то есть заботе, осуществляемой из эмоционального стремления. Это противоречит деонтологии, согласно которой действия, совершаемые из-за эмоций или желаний, неэтичны.
Американский философ социальных наук Джейсон Джозефсон Сторм классифицировал этику заботы как форму этики добродетели. В своей книге «Метамодернизм», вышедшей в 2021 году, Шторм указывает на параллели между этикой заботы и традиционной буддийской этикой добродетели, особенно фокусом на сострадание у Шантидэвы. Другие учёные тоже связывают этику заботы с буддийской этикой.
Российская философ Ольга Артемьева рассматривает этику заботы в контексте тенденций в современных философских движениях. По её мнению, феминистские интерпретации этики заботы иногда искусственно проводят границу между своей позицией и другими этическими моделями, хотя частично их принципы совпадают или пересекаются:
Смещение фокуса в понимании морали — от трансцендентности к имманентности жизни, от абсолютности и универсальности к относительности, контекстуальности, вариативности, партикулярности; в понимании морального субъекта — от автономии, равенства, рациональности к взаимозависимости и личностной определённости; в понимании моральной эпистемологии — от рационально-логических способов распознавания и решения моральных проблем к их целостному переживанию и проживанию — нельзя считать специфичным для феминистской этики заботы. Это смещение является знаком постновоевропейских этических и философских концепций (философии жизни, экзистенциализма, персонализма, прагматизма, ситуационной этики и др.).
Артемьева прослеживает роль понятия заботы и схожих понятий в китайской философии (жэнь), в античной философии (у Цицерона, Пифагора, Аристотеля, Сенеки), в идее милосердной любви в христианстве, в кантианской философии.

## Этика заботы и феминизм
Некоторые феминистки критикуют этику заботы за укрепление традиционных гендерных стереотипов, другие же адаптировали часть идей из этой модели в рамках теоретической концепции феминизма, ориентированного на заботу.
Феминизм, ориентированный на заботу, также называют гендерным феминизмом. Это ветвь феминистской мысли, основанная на работах Кэрол Гиллиган и Нел Ноддингс. Среди других наиболее значимых работ этого направления называют такие тексты как «Матерналистское мышление: к политике мира» Сары Радек, «Границы морали. Политическая аргументация в защиту этики заботы» Джоан Тронто.
Эта ветвь феминистской мысли критикует тот факт, что забота сама по себе социально связана с гендером, то есть социально ожидается от женщин, и при этом из-за этой привязки к гендеру её ценность снижается. Такие теоретики как Сара Раддик, Вирджиния Хелд и Ева Федер Киттай критически рассматривают социальные представления о том, кто и как должен осуществлять заботу. Они полагают, что забота — это труд, который важен для общества, и люди, которые занимаются этой работой, должны получать признание и цениться как в общественной, так и в частной сфере.
Кроме того, феминистки этого направления рассматривают заботу не как женскую, а как общечеловеческую способность. Этика заботы является социальной ответственностью людей любого гендера. Следовательно, мужчин можно и нужно обучать практикам заботы не меньше, чем женщин.
Критику этих идей развивает Лиза Даунинг в книге «Эгоистичные женщины». Она показывает, что фокус на этике заботы может быть опасен для ценностей феминизма как ещё один рычаг давления на женщин. Признание этики заботы должно при этом оставлять возможность женщинам следовать и традиционно мужcким добродетелям, таким как самореализация, индивидуация, и т. д.

## Этические качества заботы по Джоан Тронто
Развивая понимание того, что такое этика заботы и на каких принципах она строится, Тронто выделяет её четыре этических качества:
1. Внимательность: Внимательность играет решающее значение для этики заботы, поскольку сначала нужно распознать потребности других людей, перед тем как реагировать на них.[20] В связи с этим возникает вопрос о том, когда неосведомленность человека (например, о чужих потребностях) оказывается простым отсутствием знания, а когда она является именно невнимательностью?[20]
2. Ответственность: Чтобы заботиться, мы должны взять на себя ответственность. Проблемой в контексте идеи ответственности оказывается вопрос об обязательствах (осуществлять заботу). Тронто пытается разграничить термины «ответственность» и «обязательство» в дискуссии о заботе. Обязательства часто исходят из заранее установленных социальных и культурных норм и ролей. Обязательства связаны с ситуациями необходимости выполнения действия, например, в случае юридического контракта, а ответственность может интерпретироваться многозначно.[20] Эта многозначность допускает гибкость понимания ответственности в контексте разных классовых структур и гендерных ролей, в итоге идея ответственности в основном существует в среде тех, кому эта идея выгодна.
3. Компетентность: забота подразумевает компетентность. Недостаточно было бы просто распознать потребность в заботе, взять на себя ответственность за неё, но при этом осуществить свою роль плохо, некомпетентно. Неадекватные действия просто приведут к тому, что потребность в заботе не будет удовлетворена.[20]
4. Отзывчивость: это касается реакции объекта заботы на акт заботы, который по отношению к ней осуществлен.[20] Тронто уточняет, что отзывчивость не равна взаимности (ответной заботе).[20] Скорее, обращение внимания на отзывчивость нужны для того, чтобы лучше понять индивидуальные особенности, уязвимости и неравеные условия, в которых оказываются разные индивиды. При интерпретации высказываний других важно учитывать их особенности, а не просто сопереживать, воображая себя в их ситуации.[20]

В 2013 году Тронто добавила пятое этическое качество:
1. Множественность, коммуникация, доверие и уважение; солидарность или совместная забота. Этот комплекс представляет собой этическое качество, необходимое людям для того, чтобы объединиться, чтобы взять на себя коллективную ответственность. Оно позволяет понять свою гражданственность как то, что всегда связано с разными отношениями заботы. Важно учитывать разные источники потребностей в заботе, которые возникают в обществе.[21]

## В сфере медицины
Психиатр Кайла Рудольф отметила, что этика заботы похожа на модель оказания психиатрической помощи, учитывающей травму (trauma-informed care framework).
В области сестринского дела этика ухода подверглась критике со стороны Питера Оллмарка, Хельги Кузе и Джона Пейли. Оллмарк указал на опасность понимания заботы как ментального состояния человека, который её осуществляет. Забота, понимаемая как субъективное ощущение, может оказаться источником вреда для других людей. Оллмарк также скептически относится к тому, что этическая модель заботы отказывается от беспристрастности (он считает беспристрастность необходимой в определённых ситуациях).
В сфере врачебного дела в целом необходимость этики заботы обсуждается как альтернатива иерархичным и обезличенным отношением «врач»-«пациент».

## Теоретики
- Байер, Аннетт
- Бартки, Сандра
- Гиллиган, Кэрол
- Каллахан, Джоан
- Хелд, Вирджиния
- Хогланд, Сара
- Федер Кеттэй, Ива
- Кёггель, Кристин
- Ноддингс, Нел
- Петтерсен, Тове
- Руддик, Сара
- Линдон, Мэри Шенли